# Comostola eucraspeda
Comostola eucraspeda är en fjärilsart som beskrevs av Turner 1910. Comostola eucraspeda ingår i släktet Comostola och familjen mätare. Inga underarter finns listade i Catalogue of Life.